# دوبروفسكي (مقاطعة فولغوجراد)
دوبروفسكي (بالروسية: Дубровский)‏ هي منطقة ريفية (خوتور) في مستوطنة إيسكرينسكوي الريفية فيمنطقة يوريوبينسكي في منطقة فولغوجراد في روسيا. كان عدد السكان 103 اعتبارًا من عام 2010. 

## جغرافية
يقع دوبروفسكي في منطقة سهوب، على بعد حوالي 44 كم غرب يوريوبينسك (المركز الإداري للمنطقة). 